# Mariac
Mariac (en francès i occità) és un municipi de la regió d'Alvèrnia-Roine-Alps i el departament de l'Ardecha. L'1 de gener del 2021 tenia 546 habitants.